# 애국금차회
애국금차회(愛國金釵會)는 1937년 조직된 여성 친일단체이다.
중일 전쟁 발발 직후인 1937년 8월 20일 윤덕영의 부인 김복수가 회장이 되어 결성했다. 이 단체에는 조선귀족인 민병석, 이윤용 등 구 친일 세력의 부인들과 김활란, 고황경, 송금선, 유각경 등 신교육을 받은 여성계 인사들이 참가했다.
설립 목적은 일본군의 중일 전쟁 수행을 지원하기 위한 국방헌금의 조달과 원호 등이다. 출정하는 일본군을 위한 환송연을 열고 참전한 병사의 가정을 위문하거나 조문하는 기능도 있다.
애국금차회는 경성여자고등보통학교에서 열린 결성식에서 금비녀를 비롯한 장신구와 현금을 즉석에서 모아 국방헌금으로 헌납하였고, 이 광경은 동양화가 김은호가 〈금차봉납도〉(金釵奉納圖)라는 그림에 묘사했다.

## 참고자료
- 반민족문제연구소 (1993년 4월 1일). 〈김은호 : 친일파로 전락한 어용화사 (이태호)〉. 《친일파 99인 3》. 서울: 돌베개. ISBN 9788971990131.
- 김삼웅 (1995년 2월 1일). 〈송금선 : "반도 지식여성들 군국어머니로 힘쓰자" (김민철)〉. 《친일파 100인 100문 - 친일의 궤변, 매국의 논리》. 서울: 돌베개. ISBN 9788971990704.